# Notolaemus picinus
Notolaemus picinus là một loài bọ cánh cứng trong họ Laemophloeidae. Loài này được Grouvelle năm Alluad & Jeannell miêu tả khoa học năm 1923.